# Carl Edvard Andersson
Carl Edvard Andersson, född 14 december 1900 i Asige församling, Hallands län, död 1 mars 1973 i Torups församling, Hallands län var en halländsk gåramålare.
Carl Edvard Andersson var son till lantbrukaren August Andersson, familjen flyttade då han var två år gammal till Vinberg. I skolan visade han talang för teckning och efter skolutbildningen utbildade han sig till yrkesmålare hos Johan Nilsson i Vinberg. Efter sitt giftermål etablerade han sig som målarmästare i Torup. Under lediga stunder ägnade han sig gårds- och naturmåleri. Andersson har även utfört väggmålningar i Torups gästgivargård. Han har även varit verksam som möbelmålare. Carl Edvard Andersson signerade sina arbeten C. E. Andersson.